# Turałewo
Turałewo lub Turalevo (maced. Туралево) – wieś w północno-wschodniej Macedonii Północnej, w gminie Kratowo.